# Alice Nori
Alice Nori (Ravenna, 5 febbraio 1993) è una cestista italiana.

## Carriera

### Nei club
Alta 183 centimetri, inizia a giocare nel 2003 nel Vis Basket Cervia, approdando in prima squadra nella stagione 2008-09. La sua carriera è quindi proseguita nella Libertas Bologna, nel Basket Ferrara, nella Cestistica Spezzina, nel Battipaglia e nel Basket Team Crema, squadra con la quale ha vinto quattro Coppe Italia di Serie A2 negli anni 2018, 2019, 2021 e 2022.
La Lega Basket Femminile le ha assegnato il premio di MVP della serie A2 girone nord 2020-21.
Nel 2021 l'amministrazione comunale di Cervia le ha conferito un riconoscimento "per l’impegno e i brillanti risultati raggiunti".

### In nazionale
Ha giocato anche in rappresentative nazionali. La prima convocazione è avvenuta nel 2009 nell'Italia under 16 con una sola presenza e 4 punti realizzati.
14, invece, le presenze nell'Italia under 18 con 57 punti realizzati e la partecipazione al Campionato europeo femminile di pallacanestro Under-18 che nel 2011 si è tenuto in Romania.
Per un totale di 23 presenze e 59 punti, è stata convocata nell'Italia under 20 con la quale ha partecipato al Campionato europeo femminile di pallacanestro Under-20 2012 e al Campionato europeo femminile di pallacanestro Under-20 2013; in quest'ultima competizione l'Italia è arrivata seconda conquistando la medaglia d'argento.

## Statistiche
Statistiche aggiornate al 20 maggio 2023

### Stagione regolare
| Stagione        | Squadra                    | Competizione | Partite | Partite | Partite | Statistiche tiro | Statistiche tiro | Statistiche tiro | Altre statistiche | Altre statistiche | Altre statistiche | Altre statistiche | Altre statistiche |
| Stagione        | Squadra                    | Competizione | Pres.   | Titol.  | Minuti  | Tiri da 2        | Tiri da 3        | Liberi           | Rimb.             | Assist            | Rubate            | Stopp.            | Punti             |
| --------------- | -------------------------- | ------------ | ------- | ------- | ------- | ---------------- | ---------------- | ---------------- | ----------------- | ----------------- | ----------------- | ----------------- | ----------------- |
| 2008-2009       | Vis Basket Cervia          | Serie A2     | 22      |         | 101     | 2/12             | 0/0              | 1/3              | 32                | 1                 | 9                 | 1                 | 5                 |
| 2009-2010       | Vis Basket Cervia          | Serie A2     | 30      |         | 384     | 21/57            | 0/1              | 9/19             | 73                | 6                 | 73                | 31                | 51                |
| 2010-2011       | Vis Basket Cervia          | Serie A2     | 29      |         | 640     | 52/124           | 0/5              | 28/58            | 168               | 11                | 26                | 4                 | 132               |
| 2011-2012       | Vis Basket Cervia          | Serie A2     | 23      |         | 550     | 41/112           | 0/1              | 14/30            | 91                | 5                 | 17                | 5                 | 96                |
| 2012-2013       | Libertas Bologna           | Serie A2     | 26      |         | 490     | 30/95            | 0/3              | 13/25            | 90                | 10                | 3                 | 10                | 73                |
| 2013-2014       | Libertas Bologna           | Serie A2     | 20      |         | 532     | 53/130           | 1/9              | 29/49            | 96                | 5                 | 28                | 2                 | 138               |
| 2014-2015       | Bonfiglioli Ferrara Basket | Serie A2     | 24      |         | 513     | 53/115           | 0/5              | 36/66            | 100               | 10                | 16                | 3                 | 112               |
| 2015-2016       | Bonfiglioli Ferrara Basket | Serie A2     | 31      |         | 535     | 65/113           | 0/2              | 33/51            | 117               | 9                 | 22                | 1                 | 163               |
| 2016-2017       | Cestistica Spezzina        | Serie A1     | 26      |         | 439     | 23/68            | 0/8              | 15/26            | 42                | 5                 | 8                 | 1                 | 61                |
| 2017-2018       | Basket Team Crema          | Serie A2     | 32      |         | 962     | 151/341          | 0/4              | 94/126           | 232               | 29                | 24                | 12                | 396               |
| 2018-2019       | Basket Team Crema          | Serie A2     | 34      |         | 962     | 138/365          | 0/0              | 111/163          | 230               | 41                | 24                | 12                | 387               |
| 2019-2020       | PB63 Lady                  | Serie A1     | 20      |         | 673     | 48/142           | 0/2              | 19/32            | 90                | 19                | 19                | 6                 | 115               |
| 2020-2021       | Basket Team Crema          | Serie A2     | 28      |         | 747     | 130/277          | 0/1              | 84/123           | 196               | 32                | 14                | 11                | 344               |
| 2021-2022       | Basket Team Crema          | Serie A2     | 33      |         | 764     | 142/272          | 0/1              | 80/108           | 196               | 40                | 22                | 11                | 364               |
| 2022-2023       | Basket Team Crema          | Serie A1     | 28      |         | 463     | 33/89            | 0/1              | 16/22            | 82                | 14                | 8                 | 1                 | 82                |
| Totale carriera |                            |              |         |         |         |                  |                  |                  |                   |                   |                   |                   |                   |

### Coppe nazionali
| Stagione        | Squadra                    | Competizione          | Partite | Partite | Partite | Statistiche tiro | Statistiche tiro | Statistiche tiro | Altre statistiche | Altre statistiche | Altre statistiche | Altre statistiche | Altre statistiche |
| Stagione        | Squadra                    | Competizione          | Pres.   | Titol.  | Minuti  | Tiri da 2        | Tiri da 3        | Liberi           | Rimb.             | Assist            | Rubate            | Stopp.            | Punti             |
| --------------- | -------------------------- | --------------------- | ------- | ------- | ------- | ---------------- | ---------------- | ---------------- | ----------------- | ----------------- | ----------------- | ----------------- | ----------------- |
| 2014/2015       | Bonfiglioli Ferrara Basket | Coppa Italia Serie A2 | 2       |         | 7       | 1/4              | 0/0              | 0/0              | 0                 | 0                 | 0                 | 0                 | 2                 |
| 2015/2016       | Bonfiglioli Ferrara Basket | Coppa Italia Serie A2 | 1       |         | 19      | 2/5              | 0/0              | 0/0              | 1                 | 0                 | 0                 | 1                 | 4                 |
| 2016/2017       | Cestistica Spezzina        | Coppa Italia Serie A2 | 1       |         | 19      | 0/1              | 0/0              | 0/0              | 2                 | 1                 | 0                 | 0                 | 0                 |
| 2017/2018       | Basket Team Crema          | Coppa Italia Serie A2 | 3       |         | 80      | 8/20             | 0/0              | 6/6              | 19                | 5                 | 5                 | 1                 | 22                |
| 2018/2019       | Basket Team Crema          | Coppa Italia Serie A2 | 3       |         | 84      | 13/29            | 0/0              | 9/14             | 23                | 2                 | 0                 | 2                 | 35                |
| 2020/2021       | Basket Team Crema          | Coppa Italia Serie A2 | 3       |         | 105     | 20/43            | 0/0              | 15/18            | 28                | 6                 | 0                 | 1                 | 55                |
| 2020/2021       | Basket Team Crema          | Coppa Italia Serie A2 | 2       |         | 64      | 13/25            | 0/0              | 9/13             | 17                | 3                 | 0                 | 0                 | 35                |
| 2021/2022       | Basket Team Crema          | Coppa Italia Serie A2 | 3       |         | 88      | 15/25            | 0/0              | 16/18            | 22                | 5                 | 2                 | 1                 | 46                |
| Totale carriera |                            |                       |         |         |         |                  |                  |                  |                   |                   |                   |                   |                   |

## Palmarès

### Nei club
- Coppa Italia di Serie A2: 5
Crema: 2018, 2019, 2020, 2021, 2022
- Campionato italiano di Serie A2: 1
Crema: 2021-22
- MVP Lega Basket Femminile: 1
Crema: 2021-22

### Nazionale
- Europei Under 20:1

Turchia: 2013